# 구희서 (1939년)
구희서(具熙書, 필명:구히서, 1939년 1월 ~ 2019년 12월 31일)는 대한민국의 여성 시인, 극작가 , 번역가, 언론인, 연극평론가이다.

## 생애
구희서(具熙書/필명:구히서)는 1939년 1월 서울 교북동에서 태어났다. 그녀는 경기여자고등학교와 이화여자대학교 사학과를 졸업하고 국립도서관 사서, 문화재관리국, 문화재연구소 등지에서 근무하다 1970년 신문사에 특채로 입사했다. 
1970년부터 1994년까지 한국일보와 일간스포츠에서 연극 전문기자로 활동했다. 그녀는 생전 언론 인터뷰에서 “연극 담당을 시켜 준다는 약속을 받고 신문사에 들어갔다”고 회고한 바 있다. 이후 한국일보와 일간스포츠 등에서 연극 분야를 담당하며 ‘연극평’이라는 코너를 만들어 매주 한 편씩 연극을 소개했다. 국내 일간지 첫 연극 비평이었다. 일간스포츠 지면에 써온 연극평은 〈구히서의 연극수첩〉, 〈구히서의 공연수첩〉 등의 칼럼으로 발전, 국내 언론계에서 찾기 힘든 ‘저널리즘 공연 비평의 길’을 개척해왔다.
1989년부터 1993년까지 연극전문기자로 활동하며 쓴 평론 200여편을 사진과 함께 수록한 평론집 ‘연극읽기’ 3부작(1999년)을 출간해 연극 평론계에 ‘저널리즘 비평’이란 장을 열었다. ‘아일랜드’, ‘시즈위 밴지는 죽었다’, ‘황금연못’ 등 해외 희곡을 번역해 국내에 소개했다.
1994년 부터 1999년 2월 까지 한국연극평론가협회장으로 재임했다. ‘아일랜드’, ‘시즈위 밴지는 죽었다’, ‘황금연못’, ‘마지막 한 잔을 위하여’ 등 해외 희곡을 직접 번역해 국내에 소개했고 연극과 발레, 무용극, 가무극 등 각종 공연의 대본을 창작하기도 했다. 그녀는 여석기, 한상철, 이태주, 이상일 평론가와 함께 한국연극평론가협회의 전신인 서울연극평론가그룹을 이끈 것으로 유명하다. 서울연극평론가그룹은 공연예술계에서 평론가 집단을 형성한 최초 사례였다.
전통 예술과 무용에 대한 애정도 각별해 ‘한국의 명무’, ‘무대 위의 얼굴’, ‘춤과 그 사람’ 등을 출간했다.
그녀가 쓴 시 ‘배 띄워라’는 전 중앙대학교 총장 박범훈이 곡을 붙여 신민요 형식의 국악가요로 2008년 국악춘추사에서 발간한 책 “배 띄워라”에 실렸다.
1996년 연극 현장을 발로 뛰며 직접 만든 ‘히서연극상’은 연극 배우들이 가장 받고 싶은 상으로 자리으며 권위를 인정받았다.  2003년 옥관문화훈장을 받았다. 2019년 12월 31일 오전 노환으로 별세했다. 향년 80세였다.

## 학력
- 이화여자대학교 문리대 졸업

## 경력
- 1970. ~ 1994. 한국일보, 일간스포츠 연극전문기자
- 우리 음악연구회 회장
- 사단법인 한울림 산하 청소년 예술단 ‘새울림’ 단장
- 춘천인형극제 조직위원회 조직위원
- (주)메타기획컨설팅 고문[14]

## 수상
- 1985. 백상 기자상 동상
- 1992. 동랑 연극상[15]